# 児玉桃
児玉 桃（こだま もも、1972年 - ）は、日本のピアニスト。パリ在住。
大阪府生まれ。KAJIMOTO所属。姉はピアニストの児玉麻里。

## 略歴
1歳の時に父親の仕事の都合で家族とともに渡欧。 13歳の時にパリ音楽院に入学。ジェルメーヌ･ムニエに師事。2003年、オクタビアレコードよりCDデビュー。

## 受賞歴
- セニガリア国際コンクールで優勝。
- 1987年、エピナール国際ピアノコンクール（フランス語版）で優勝。
- 16歳でパリ音楽院を卒業。
- 1991年、19歳の時にミュンヘン国際音楽コンクールで1位なしの第2位。
- 1994年、アリオン奨励賞受賞。
- 1997年、出光音楽賞受賞。
- 1999年、第9回テレンス・ジャッド賞（英語版）受賞。
- 2009年、芸術選奨新人賞受賞、中島健蔵音楽賞受賞。
- 2012年、2011年9月に開催したリサイタル「児玉桃ピアノファンタジー vol.1」が佐治敬三賞を受賞[4]。
- 2022年、第73回芸術選奨文部科学大臣賞受賞[5][6]

## 作品
- impressions - ドビュッシー作品集（2003年、OVCL-00097）
  - SACDハイブリッドによる再発売（2008年、OVCT-00043）
- ショパン:ピアノソナタ第3番、ほか（2003年、OVCL-00152）
  - SACDハイブリッドによる再発売（2008年、OVCT-00044）
- メシアン:みどり児イエスにそそぐ20の眼差し（2枚組）（2005年、OVCT-00031）
- メシアン:鳥のカタログ（全曲）（3枚組）（2010年、OVCT-00060）[7]
- 鐘の谷 ラヴェル、武満、メシアン: ピアノ作品集 La Valée des Cloches（2014年、ECM 2343）
- Tchaikovsky – Ballet Suites for Piano Duo（児玉麻里とのデュオ、2016年、Pentatone PTC 5186579）
- 点と線 ドビュッシー&細川俊夫: 練習曲集 Point and Line（2017年、ECM 2509）

### 参加作品
- 堀米ゆず子 ヴァイオリン・ワークスVol.3（2009年、WWCC-7613）
- ル・ジュルナル・ド・ショパン〜ショパンの音楽日記（2010年、MIR114）
- ピアノの発表会 ベストセレクション（2011年、OVCT-00041）
- 細川俊夫: 管弦楽作品集1 - ホルン協奏曲／月夜の蓮／チャント（2014年、Naxos 8.573239）
  - 「月夜の蓮」を準・メルクル指揮、ロイヤル・スコティッシュ・ナショナル管弦楽団と協演

## 出演

### コンサート
- メシアン「みどり児イエスにそそぐ20の眼差し」全曲リサイタル（2002年、トッパンホール）
- 名古屋フィルハーモニー交響楽団 ヨーロッパツアー（2004年、プラハの春音楽祭）
  - メシアン「トゥーランガリラ交響曲」を演奏。
- ラ・フォル・ジュルネ（2005年、ナント、リスボン、東京）
- 北ドイツ放送交響楽団定期演奏会（2006年）
  - 細川俊夫「月夜の蓮」世界初演。
- メシアン・プロジェクト2008シリーズ公演（2008年）
- ル・ジュルナル・ド・パリ（2010年、東京、名古屋、大阪）

### インタビュー等
- “@ぴあ特集コラム クラシック 第20小節 ピアニスト:児玉桃”.  ぴあ (2005年4月13日). 2012年5月4日閲覧。
- “【サウンドボックス】子供にいい音楽の「入り口」ピアニスト 児玉桃さんインタビュー”.  産業経済新聞社 (2011年8月24日). 2012年5月4日閲覧。
- “ピアニスト児玉桃、最新インタビューを公開”.  www.udiscovermusic.jp (2021年4月9日). 2022年10月20日閲覧。
- “Esquire ピアニスト 児玉 桃 「未来に残したい光のアーティスト」”.  株式会社ハースト婦人画報社 (2021年7月14日). 2022年10月20日閲覧。